# 玛丽萨·布格尔
瑪麗薩·布格爾（德語：Marisa Burger，1973年7月10日—）是一位德國女演員和有聲書配音員。她以在《羅森海姆警探》系列中飾演秘書米里安·施托克爾而聞名。

## 生活和事业
在舊厄廷的卡爾曼國王中學（König-Karlmann-Gymnasium）完成高中學業後，瑪麗薩·布格爾進入了薩爾茲堡的萨尔茨堡莫扎特音乐大学和慕尼黑表演藝術學院，並於1995年畢業。在接受培訓期間，她已與克里斯蒂安·赫爾比格和馬丁·本拉特等演員合作演出。後來，她在慕尼黑人民劇院和慕尼黑的都會劇院（Metropol-Theater）參與了演出。她在電視劇《特爾茨的警察》（Der Bulle von Tölz）和《警察特勤隊5113》（SOKO 5113）中獲得了首次角色。自2002年以來，她一直是《羅森海姆警探》系列的主要演員之一，在劇中飾演秘書米里安·施托克爾。2004年，她在《羅莎曼德·皮爾彻》的改編電影《靠近天堂》（Dem Himmel so nah）中飾演了主角。2008年，她在電視電影《巴欣》（Baching）中與Michael Fitz一起飾演了主角Gabriele Stemmer。

## 個人生活
布格爾有一個來自第一段婚姻（2014年離婚）的女兒（1994年出生）。自2015年起，她與巴塞爾美術館的首席修復師Werner Müller結婚，他有兩個來自前一段關係的孩子。
布格爾居住在慕尼黑和巴塞爾。